# Nordkolleg Rendsburg

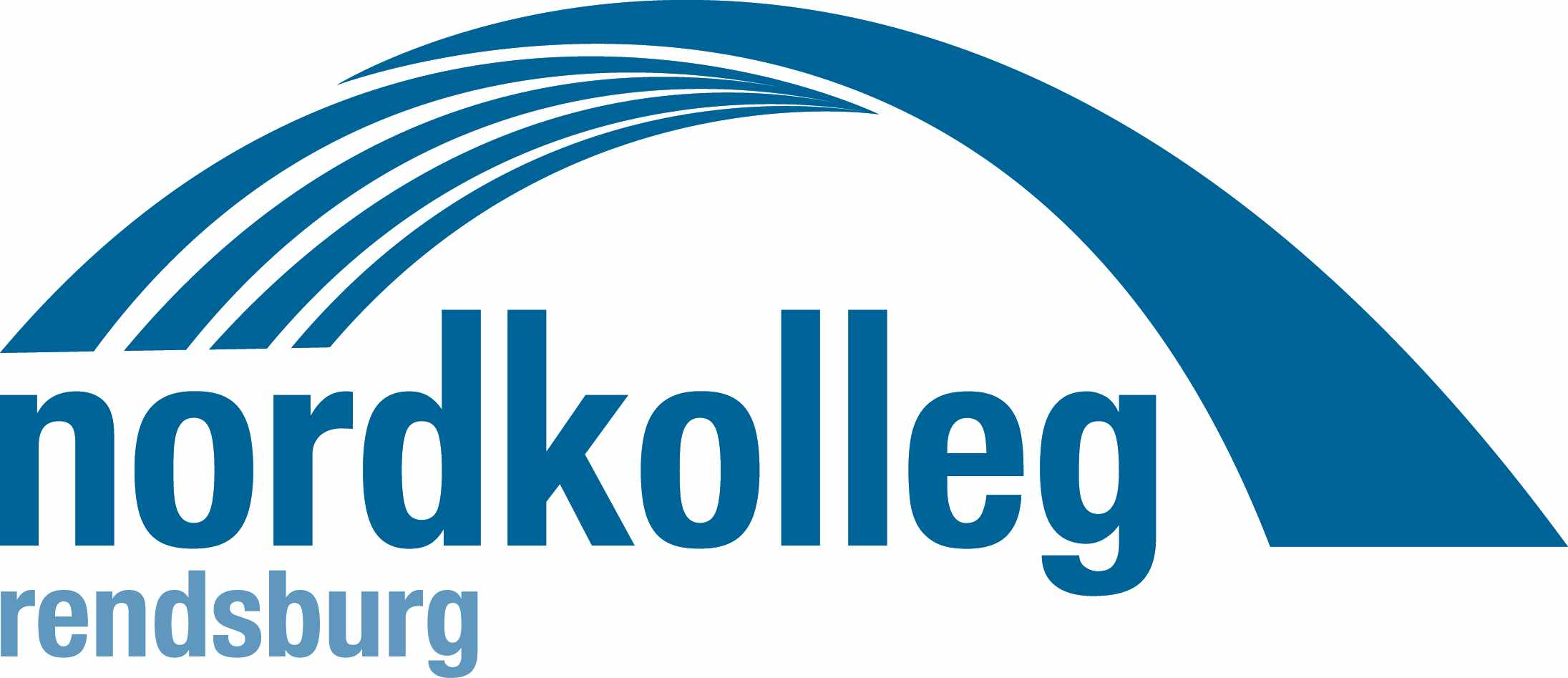
Nordkolleg-Logo

Das Nordkolleg Rendsburg (Schleswig-Holstein) ist eine Akademie für kulturelle Bildung und Tagungszentrum in Rendsburg in Schleswig-Holstein.
Es ist vorwiegend in der Erwachsenen- und Weiterbildung, aber auch im kulturellen Leben des Landes Schleswig-Holstein aktiv.

## Geschichte
Die Tradition des Nordkollegs reicht über die vormalige Heimvolkshochschule Rendsburg  zurück bis in das 19. Jahrhundert. 1842 als höhere Volkshochschule für die bäuerliche Landbevölkerung ins Leben gerufen, erfolgte 1921 die Gründung der Heimvolkshochschule Rendsburg durch Hermann Böhrnsen, Axel Henningsen und Johannes Tonnesen nahe dem heutigen Standort. 
Die Einrichtung konnte sich selbst über den Zweiten Weltkrieg hinaus behaupten, denn 1945 verordnete die britische Militärverwaltung die Wiederaufnahme des Kulturbetriebes, der in der ehemaligen Kolonialen Frauenschule abgehalten wurde.
Von nun an richtete sich der Fokus auf bis dahin wenig beachtete oder während des Nationalsozialismus sogar verfemte Themenfelder: In erster Linie die – auch kulturellen – Bedingungen einer demokratischen Gesellschaft und die damit zusammenhängende Geistesgeschichte. 
Diese Ausprägung der in den 50er und 60er Jahren noch 'klassischen' Heimvolkshochschulkurse über mehrere Monate hinweg vollzog vor allem Kurt Meissner, Direktor der Einrichtung bis 1967, der danach 22 Jahre lang die Hamburger Volkshochschule leitete und eine der prägenden Gestalten der deutschen Volkshochschulstruktur wurde. Meissner initiierte auch eine deutsch-skandinavische Sommerschule, die allerdings in den 80ern erlosch. 
Die Idee der Heimvolkshochschule kam in ganz Deutschland in den 70ern und 80er Jahren in Schwierigkeiten; die Bereitschaft, sich auf längere und nicht mit einem formalen Abschluss versehene Kurse in ländlichem Raum einzulassen, nahm mit gesellschaftlichem Wandel und stetig nachlassender finanzieller Förderung ab. 
Das Projekt einer Neuorientierung auf der Grundlage der Struktur einer gemeinnützigen GmbH, Heimvolkshochschule Rendsburg GmbH, startete ab Mitte der 80er Jahre; wesentlich dafür eingesetzt hatten sich der seinerzeitige Kreispräsident des Kreises Rendsburg-Eckernförde, Reimer Struve, und, auch als ersten Geschäftsführer, der seinerzeitige Rendsburger Stadtkämmerer, Bernd Tybussek. 
Ende 1987 wurde Stephan Opitz zum Direktor und Geschäftsführer berufen und leitete die Institution bis Ende 1999; er entwickelte, zusammen mit Bernd Tybussek, das Konzept des Nordkolleg Rendsburg und schuf die gegenwärtige Struktur mit Schwerpunkt auf Musik und Literatur sowie einem weiteren Fachbereich mit einem Programm interkultureller Bildung einschl. Sprachentraining für Skandinavier und für skandinavienorientierte deutschsprachige Teilnehmer. 
1992 trat die Nordkolleg Rendsburg GmbH rechtlich die Nachfolge der Heimvolkshochschule Rendsburg GmbH an. Der Jurist Guido Froese übernahm die Leitung im Jahr 2007 und baute die Gesamtstruktur noch erheblich aus, insbesondere der Erwerb der benachbarten Genossenschafts-Akademie im Jahr 2019, mit der man zuvor bereits viele Jahre erfolgreich zusammengearbeitet hatte.

## Angebot und Programm
Thematisch arbeitet das Nordkolleg Rendsburg in den Bereichen KulturWirtschaft, Literatur und Medien, Musik sowie Sprachen und Kommunikation, jeweils mit einem starken inhaltlichen Bezug zu Skandinavien und dem Ostseeraum. Darüber hinaus bietet es spartenübergreifende Weiterbildungen an, beispielsweise im Fach Kulturmanagement/Kulturvermittlung.
Dialog: KulturWirtschaft stellt eine zentrale Stelle für kulturwirtschaftliche Beratung und Weiterbildung dar. Das Angebot richtet sich an Kulturschaffende, kultur- und kreativwirtschaftliche Akteure sowie traditionelle Wirtschaftsunternehmen. Während das Kompetenzzentrum die Aufgaben Weiterbildung, Qualifizierung und Service abdeckt, widmet sich das Kontaktbüro der Beratung, Vermittlung und Moderation.
Das Engagement des Fachbereichs Literatur und Medien richtet sich auf die Vermittlung von Literatur, auf die Förderung und den Austausch von Autoren sowie auf das Angebot von Weiterbildungen für Medienschaffende.
Der Fachbereich Musik nimmt Funktionen einer Landesmusikakademie für Schleswig-Holstein wahr. Es werden Veranstaltungen in den Gebieten musikalische Praxis, Musikpädagogik, Musikvermittlung und des Musikmanagements konzipiert. Das Spektrum des Programms reicht von Laien- bis hin zu Meisterkursen und von der Alten Musik bis zur Sound Art. Das Nordkolleg ist zudem Heimat der Musikakademie für Senioren, des Landesjugendchors Schleswig-Holstein und des Landesjugendjazzorchesters. Zahlreiche Chöre und Orchester nutzen darüber hinaus seit vielen Jahren die hervorragenden Probe- und Arbeitsmöglichkeiten im Nordkolleg.
Im Austausch zwischen Nord(ost)europa und dem deutschsprachigen Raum agiert der Fachbereich Sprachen und Kommunikation mit Sprachkursen in den nordeuropäischen und baltischen Sprachen (inkl. Finnisch und Estnisch), Deutsch und Englisch sowie einem variationsreichen Programm im Bereich Interkulturelle Kommunikation.
Alle Fachbereiche konzipieren auf Anfrage auch individuelle Seminare und verfügen über ein großes Netzwerk an Partnerinstitutionen im In- und Ausland.

## Anlage und Ausstattung
Das Nordkolleg liegt in Rendsburg/Schleswig-Holstein zwischen Nord-Ostsee-Kanal und Eider und ist mit seiner parkähnlich gestalteten Anlage ein Ort der Ruhe und der entspannten Lernatmosphäre.
In den Gästehäusern des Nordkollegs können bis zu 90 Personen in Einzel- oder Doppelzimmern untergebracht werden. Alle Räume sind mit Dusche und WC ausgestattet. Die Anlage verfügt über elf Seminarräume und drei Hörsäle, in denen jeweils bis zu 150 Personen Platz finden.